# Smallfoot - Il mio amico delle nevi
Smallfoot - Il mio amico delle nevi (Smallfoot) è un film d'animazione del 2018 diretto da Karey Kirkpatrick e prodotto dalla Warner Animation Group. È basato sul libro Yeti Tracks di Sergio Pablos. Il film racconta la storia di un gruppo di yeti che incontra un umano, ma ognuna delle due specie credeva l'altra fosse soltanto una leggenda.

## Trama
Gli yeti vivono sulla cima di una montagna dell'Himalaya, in Nepal, al di sopra delle nuvole. Migo è uno yeti che si attiene alla legge delle pietre antiche, detenute dal guardiano delle pietre, il capo. Come da tradizione di famiglia Dorgle, il padre di Migo, gli sta insegnando a suonare il gong lanciandosi con un casco. Migo è infatti destinato a far sorgere il sole grazie al gong, come il padre da molti anni e i suoi antenati prima di lui. Mentre impara a suonare il gong, Migo viene distratto dalla figlia del guardiano delle pietre, Meechee, di cui è innamorato, non colpisce il gong atterrando fuori dal villaggio.
Lì, Migo assiste ad un incidente aereo e trova uno smallfoot ("piede piccolo"), un umano che gli yeti ritenevano mitologico. Migo corre indietro per dire agli abitanti del villaggio cosa ha visto, ma non ha prove. Data la sua insistenza il guardiano delle pietre lo bandisce dal villaggio. Migo viene avvicinato da Gwangi, Kolka e Fleem che lo portano alla Smallfoot Evidentiary Society (S.E.S.), che è guidata da Meechee. Convince Migo a scendere sotto le nuvole a cercare gli smallfoot, nonostante le pietre dicano loro che al di sotto delle nuvole non ci sia niente. Dopo un attimo di esitazione, Migo accetta, si cala legato ad una corda ma la corda scivola e Migo precipita e,atterrando sulla neve, scopre la terra sotto le nuvole.
Percy Patterson è un regista di documentari naturalistici che ha perso la sua integrità. Incontra il pilota che ha visto lo yeti e cerca di convincere la sua assistente, Brenda, a vestirsi da yeti in modo da poter girare un video che li porti a fare più ascolti. Lei, delusa dalla sua proposta se ne va. Migo arriva al pub locale e inconsapevolmente spaventa Percy quando cerca di comunicare con lui. Migo prende lo smallfoot con sé e si rifugia in una grotta. Qui Percy e lo yeti iniziano a comunicare attraverso i gesti, e Migo lo convince a salire con lui al villaggio degli yeti per dimostrare la sua esistenza. Il villaggio rimane confuso dall'aspetto di Percy, ma lo accetta felicemente e apprende la sua cultura.
In seguito, guardiano delle pietre porta Migo all'interno del palazzo e gli rivela la verità sugli yeti e gli umani: molti anni prima gli umani e gli yeti abitavano al di sotto delle nuvole, insieme, ma un giorno gli smallfoot attaccarono gli yeti, che si ritirarono in cima al monte per non poter essere raggiunti, affidando questa verità ai guardiani delle pietre. Migo, saputo cosa successe in passato, accetta di mantenere la menzogna, dicendo a tutti di essersi sbagliato e che Percy in realtà non è uno smallfoot. Il guardiano delle pietre sequestra Percy la cui salute va peggiorando a causa dell'altitudine. Meechee lo va a prendere per riportarlo a casa, quando Migo lo scopre, la segue accompagnato da Gwangi e Kolka.
Dopo aver lasciato Percy, Meechee viene distratta dalle meraviglie della città e inizia a causare accidentalmente confusione. Meechee viene attaccata dalla polizia, ed interviene Migo. Gli yeti cercano di tornare sulla montagna, ma vengono inseguiti da un elicottero SWAT che viene poi abbattuto dal guardiano delle pietre. A parte Migo, gli yeti scappano mettendosi in salvo. Successivamente, Percy arriva sulla sua motoslitta e salva Migo mascherandosi da yeti e facendosi inseguire dalla polizia che lo arresta. Di ritorno al villaggio, all'interno del palazzo, Migo e il guardiano delle pietre spiegano la verità agli yeti. Migo dice agli altri che yeti e umani dovrebbero comunicare nonostante la paura che l'uno prova per l'altro. Tutto il villaggio si mette in cammino e raggiungono gli umani. Affrontati dalla polizia ottengono il supporto di Percy e Brenda, che si schierano dalla loro parte e vengono seguiti dal resto degli smallfoot, sancendo così la pace tra le due specie.

## Personaggi
- Migo: il protagonista, giovane yeti che andrà contro le antiche leggi dicendo di aver visto un umano.
- Percy Patterson: un essere umano presentatore di uno show televisivo in fallimento, il quale spera, con la ripresa di un bigfoot, di rialzare le visualizzazioni del suo programma.
- Miki: una yeti amica di Migo che a differenza del padre (il guardiapietre), crede nell'esistenza dello Smallfoot.

## Distribuzione
Smallfoot è stato distribuito negli Stati Uniti d'America il 28 settembre 2018 dalla Warner Bros. Pictures e in Italia il 4 ottobre 2018.

## Accoglienza

### Incassi
Il film ha incassato 214,040,103 dollari in tutto il mondo al fronte di un budget di 80 milioni di dollari.

### Critica
Il film ha avuto recensioni generalmente positive. Sul sito Rotten Tomatoes ha un punteggio di approvazione pari al 76% mentre su Metacritic gli è stato assegnato un punteggio di 60 su 100.